# Dasycrotapha speciosa
El timalí frentigualdo (Dasycrotapha speciosa) es una especie de ave paseriforme de la familia Zosteropidae endémica de Filipinas.

## Distribución y hábitat
Se encuentra únicamente en las islas de Panay y Negros, del subarchipiélago de las Bisayas de las Filipinas. Su hábitat natural son los bosques húmedos tropicales isleños. Está amenazado por la pérdida de hábitat.